# Sneloppe
Sneloppen (Boreus hyemalis) er et 3 til 4 millimeter langt insekt med små krympede vinger. 